# Crisocola
La crisocola es un mineral del grupo de los silicatos, subgrupo filosilicatos. Es un silicato de cobre hidratado de fórmula (Cu,Al)4H4 (OH)8 Si4O10 ·nH2O), a veces denominado "cobre silíceo".
Podemos observarlo formando incrustaciones en la roca, en masas estalactíticas o bien rellenando vetas, con un intenso color verde brillante a azulado. Los ejemplares de mayor pureza, una vez pulidos llegan a ser piedras ornamentales muy apreciadas. 

## Ambiente de formación

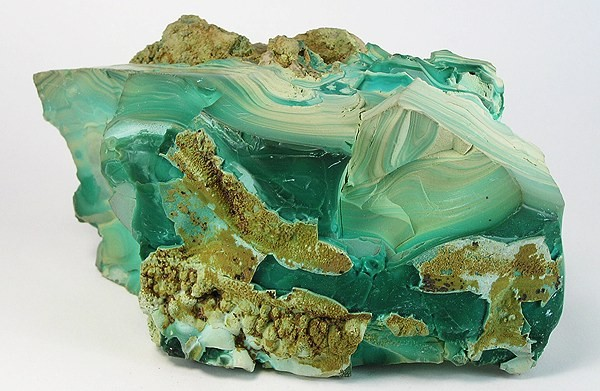
Crisocola bandeada blanca y verde proveniente de Bisbee (Arizona) (tamaño de la muestra: 12.2 x 5.5 x 5.2 cm)

La crisocola es un mineral de formación secundaria, se forma en la parte superior de los yacimientos de cobre, la llamada zona de oxidación, por lo que es fácil encontrar la crisocola asociada a otros minerales del cobre como son la cuprita, azurita, malaquita y otros muchos minerales secundarios del cobre. Esta característica hizo que fuera usada por los mineros de la antigüedad como indicador en la superficie de yacimientos de cobre.
La Crisocola se encuentra generalmente formando masas botroidales o redondeadas y cortezas, o obturaciones de venas. Debido a su color claro, a veces es confundido con la turquesa.
Entre los lugares con mayores depósitos de Crisocola localizados se encuentran Israel, República Democrática del Congo, Chile, Cornualles en Inglaterra, y Arizona, Utah, Idaho, Perú, Nuevo México y Pensilvania en los Estados Unidos.

## Etimología e historia

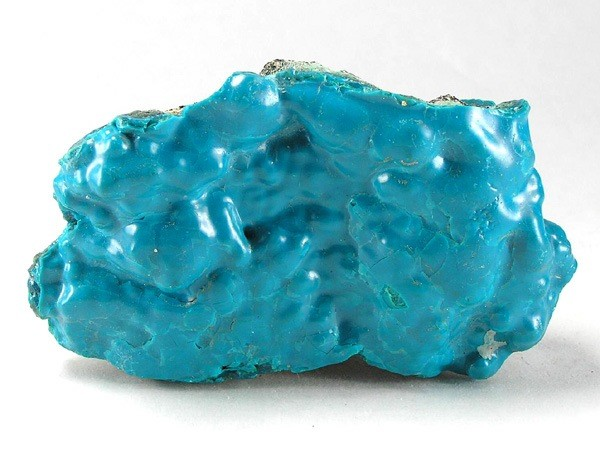
Crisocola en su característico estado botroidal

Su nombre proviene del griego chrysos, "oro", y kolla, "pegamento", en alusión al nombre del material que usaban para soldar el oro en la antigua Grecia. Las primeras crónicas que hablan de su uso lo datan en torno al año 315 a. C. Teofrasto alude a la crisocola como elemento para soldar el oro.

## Controversia: ¿Es la crisocola un mineral?
Un estudio de 2006 ha arrojado evidencias de que la crisocola podría ser una mezcla microscópica de mineral de hidróxido de cobre spertiniita, sílice amorfa (probablemente calcedonia u ópalo) y agua.